# Буссаку

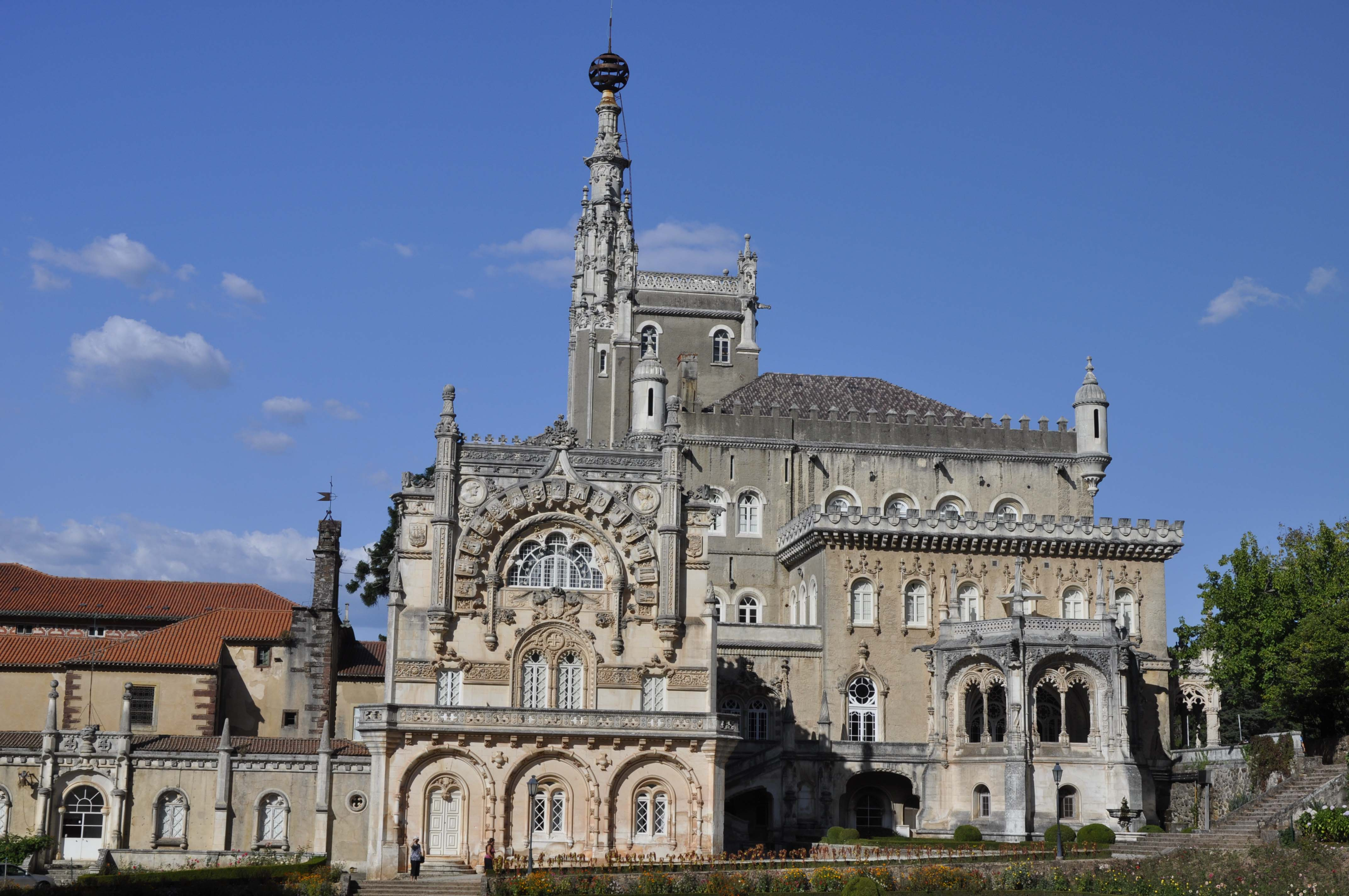
Готель Буссаку

Буссаку (порт. Buçaco) — гірський масив у Португалії. Найвища точка масиву — гора Круз Альта (547 метрів), з якої відкривається чудовий вид на долину річки Мондегу та Атлантичний океан.
На цій території знаходиться секуляризований монастир кармелітів, заснований 1628 року. Навколишні ліси здавна відомі завдяки віковим кипарисам, соснам, вічнозеленим дубам, корковим деревам, деякі з яких досягли вражаючих розмірів. Спеціальна була папи Григорія XV (1623 року) забороняє жінкам знаходитись на території монастиря (про це зазначено на брамі монастиря). Інша була, видана папою Урбаном VIII (1643 року), загрожує відлученням від церкви тим, хто завдасть шкоди деревам, що ростуть на схилах Буссаку.
До кінця XIX століття Буссаку став одним з найулюбленіших місць відпочинку іноземних, а особливо британських, туристів, на шляху до Лісабона й Порту. Зведений між 1888 та 1905 роками готель Буссаку (порт. Palácio Hotel do Buçaco) і нині приваблює численних туристів.
У 1873 році на південних схилах масиву було встановлено монумент на честь битви під Буссаку (27 вересня 1810 року), у якій французькі війська зазнали поразки від британських та португальських сил під командуванням герцога Веллінгтона.